# Soldat inconnu (film, 1985)
Pour les articles homonymes, voir Soldat inconnu.
Pour plus de détails, voir Fiche technique et Distribution.
Soldat inconnu (Tuntematon sotilas) est un film de guerre finlandais de Rauni Mollberg et sorti en 1985. Le film est réalisé d'après le roman Tuntematon sotilas de Väinö Linna, trente ans après la première adaptation par Edvin Laine. 
Le film réunit 590 271 spectateurs à sa sortie[Où ?].

## Synopsis
À l’origine du film se trouve un roman de Väinö Linna, Soldat inconnu, qui évoque la guerre finno-soviétique (1941-1944) postérieure à la Guerre d’hiver de 1939-1940, au cours de laquelle la Finlande perd plus de 65 000 hommes et une large portion de son territoire, au profit de l’Union soviétique.
La première adaptation est signée par Edvin Laine en 1955, la deuxième est celle de Rauni Mollberg. Le film retrace toutes les étapes entre la première offensive et la débâcle finale, en dirigeant le regard sur une section de jeunes soldats entraînés dans la guerre. Il s'interroge sur les sacrifices et l'absurdité de la guerre, ce qui donne au film son caractère universel.

## Fiche technique
- Titre français : Soldat inconnu

L'auteur Väinö Linna et le réalisateur Rauni Mollberg.

- Titre original : Tuntematon sotilas
- Réalisation : Rauni Mollberg
- Scénario : Veikko Aaltonen d'après le roman de Väinö Linna
- Photographie : Esa Vuorinen
- Directeur artistique : Ensio Suominen
- Compositeur : Heikki Valpola
- Assistants réalisateurs : Veikko Aaltonen, Seppo Heinonen, Ilkka Järvi-Laturi
- Éclairage : Reijo Meronen, Pertti Mutanen
- Cadreurs : Eero Haapaniemi, Timo Heinänen
- Son :  Antero Honkanen, Tuomo Kattilakoski
- Montage : Olli Soinio
- Maquillage : Sinikka Hursti
- Costumier : Tom Hamberg
- Production : Rauni Mollberg
- Pays d'origine : Finlande
- Studio : Arctic-Filmi
- Durée : 199 minutes
- Format : 35 mm - 1.66 : 1 - Mono - Couleur
- Dates de sortie : 1985
- Genre : film de guerre
- Langue : finnois
- Durée : 199 minutes

## Distribution
- Risto Tuorila : Vilho Koskela
- Pirkka-Pekka Petelius :  Urho Hietanen
- Kari Väänänen : lieutenant Lammio
- Paavo Liski : Antero Rokka
- Mika Mäkelä : Oskari Rahikainen
- Pertti Koivula : Yrjö Lahtinen
- Tero Niva : Vanhala
- Pekka Ketonen : Jorma Kariluoto
- Ossi-Ensio Korvuo : Määttä
- Pauli Poranen : Lehto
- Hannu Kivioja : Riitaoja
- Matti Nurminen : major Sarastie
- Juha Riihimäki : Sihvonen
- Seppo Juusonen : Susi
- Timo Virkki : Aarne Honkajoki
- Vesa Ala-Seppälä : Hauhia
- Risto Hetta : Vuorela
- Erkki Hetta : Viirilä
- Mikko Niskanen : Salo
- Jaakko Kuusisaari : Mäkilä
- Olavi Levula : Karjula
- Risto Salmi : Korpela
- Yrjö Parjanne : colonel

Photos prises lors du tournage du film
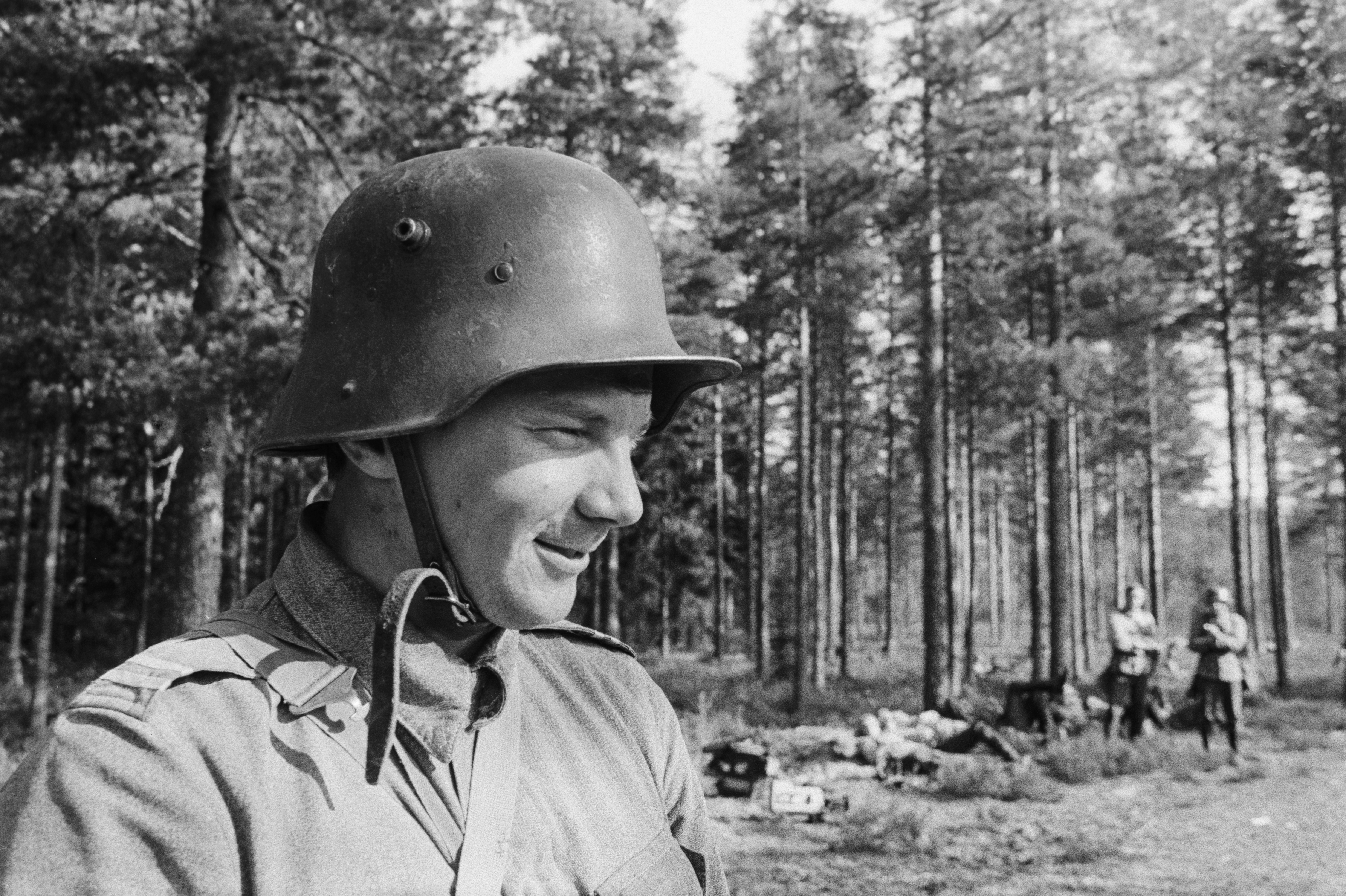